# Julian Raymond
Julian Raymond é um compositor e produtor musical americano. Como reconhecimento, foi nomeado ao Oscar 2015 na categoria de Melhor Canção Original por "I'm Not Gonna Miss You" de Glen Campbell: I'll Be Me.